# Illeville-sur-Montfort
Illeville-sur-Montfort – miejscowość i gmina we Francji, w regionie Normandia, w departamencie Eure.
Według danych na rok 1990 gminę zamieszkiwało 680 osób, a gęstość zaludnienia wynosiła 45 osób/km² (wśród 1421 gmin Górnej Normandii Illeville-sur-Montfort plasuje się na 351 miejscu pod względem liczby ludności, natomiast pod względem powierzchni na miejscu 135).